# Estación de Cergy-Le Haut
La estación de Cergy-Le Haut es una estación ferroviaria francesa situada en la comuna de Cergy, en el departamento de Val-d'Oise, al noroeste de París. Por ella circulan los trenes de cercanías de la línea A del RER y de la Línea L del Transilien. 

## Historia
Cergy es una de las nuevas ciudades creadas en las afueras de París en la década de los 70. Por ello la llegada del tren es relativamente reciente ya que la estación data de 1994 cuando la línea de Cergy, pequeño ramal de una decena de kilómetros, llegó hasta el barrio de Cergy-Le Haut dotando a la zona de su tercera estación junto a Cergy Saint-Christophe y Cergy Prefectura. La línea A del RER, configurada como su A3, llegó de forma simultánea a la creación de la estación.

## Descripción
Está moderna estación luce unas vidrieras que dan a la Plaza de las Tres Estaciones (Place des Trois Gares) y el centro del barrio Les Hauts de Cergy. Sus paredes están adornadas con placas de vidrio azules, blancas y rojas con imágenes que recuerdan a diferentes ciudades del mundo (Nueva York, Angkor, Moscú...). Como es habitual en las estaciones de tren francesa no falta un reloj de gran tamaño adornando la fachada. 
Se compone de dos andenes centrales y de tres vías. Una de ellas continúa más allá de la estación durante 100 m hacia Courdimanche para el depósito de trenes. 

## Servicios ferroviarios
- Línea A del RER. A razón de un tren cada 10 minutos.
- Línea L del Transilien. Los trenes de la línea L solo circulan por la estación hora punta, alternándose como los trenes del RER a razón de un tren cada 5 minutos.